# Ziel-1-Region

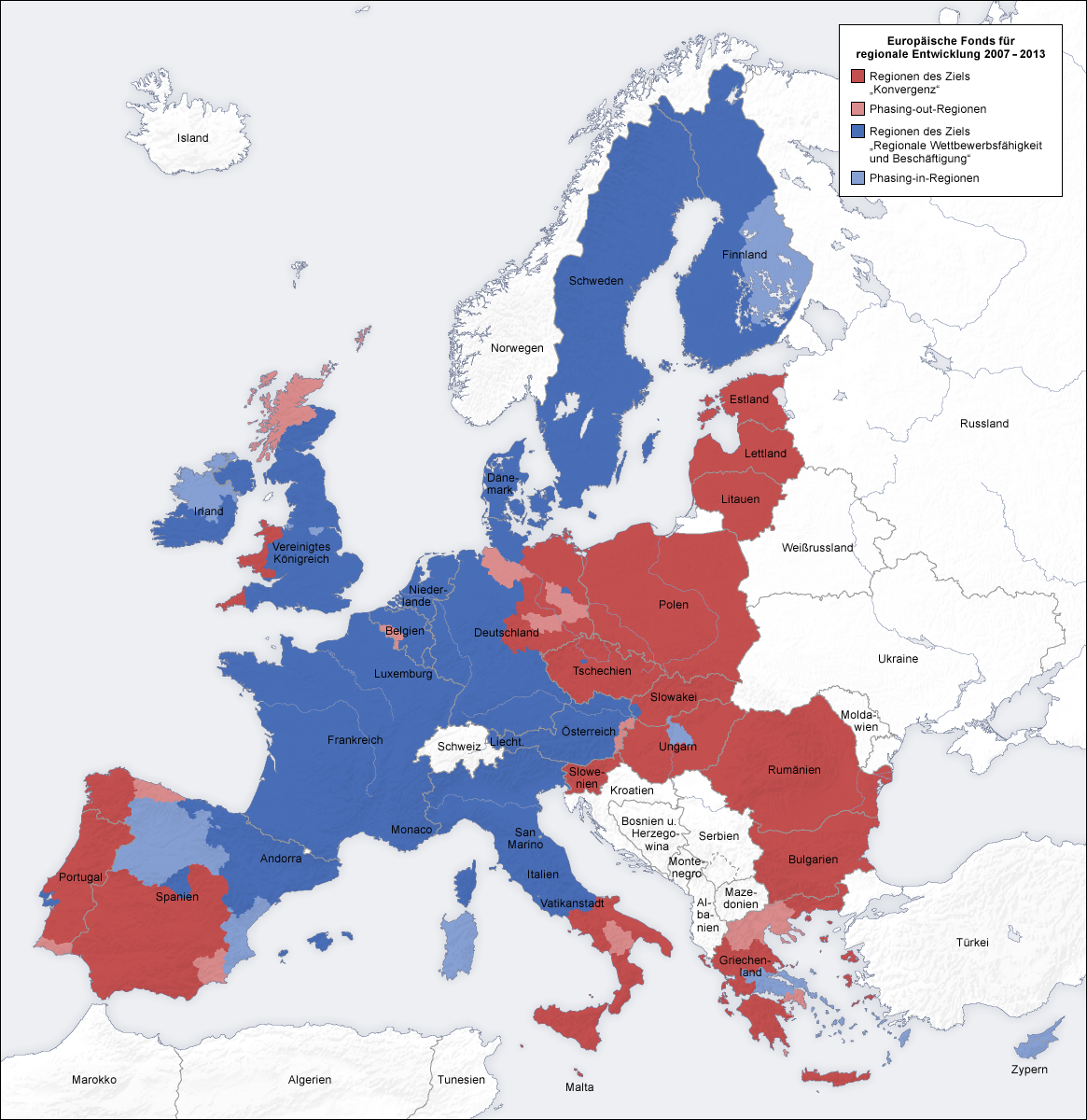
EFRE 2007–2013 (Konvergenzregionen in rot)

Die Ziel-1-Regionen waren von 2000 bis 2006 Regionen der Europäischen Union, die von ihr als wirtschaftlich schwach entwickelt eingestuft werden. Um ein möglichst gleiches Entwicklungsniveau in der EU zu erhalten, wurden diese Regionen gefördert. Sie erhielten 70 Prozent des Budgets der Europäischen Fonds für regionale Entwicklung (EFRE).
Diese Regionen hatten pro Kopf ein Bruttoinlandsprodukt unter 75 Prozent des Gemeinschaftsdurchschnittes. Sie waren meist Randgebiete der Union und weisen eine geringe oder sehr geringe Bevölkerungsdichte auf. Für den Zeitraum 2000 bis 2006 erhielten über 60 Regionen diese Förderung.
Für die Förderperiode von 2007 bis 2013 wurde der Begriff Konvergenzregion eingeführt.